# Skydeskår
Et skydeskår eller skydehuller er i arkitektur en sprække i et fæstningsanlæg (skyttegrav, bunker, borg) til at stikke en bue eller et skydevåben ud af,
som anvendes til dækning for skytter, udkigsposter eller skyts, opstillet bag et dækværn af jord, murværk eller panser.
Ved jordbrystværn fremstilles skydeskår for skytter — de såkaldte bonnetter — ved at forhøje brystværnet 25 cm og, når jorden er faststampet, at foretage indskæringer, 10 cm brede indvendig, 30 cm udvendig eller omvendt i en indbyrdes afstand af 0,80 à 1,0 m, eller ved at oplægge små jordbunker af passende størrelse eller sandsække på det færdige brystværn. Undertiden dannes skydeskår eller rettere skydehuller ved, at der på brystværnet opbygges en lille jordvold, i hvilken der ved hjælp af tildannede trækasser udspares skydeåbninger; ved denne konstruktion, der ofte anvendtes under 1. verdenskrig, opnås, at skytten er fuldstændig skjult, når han står bag brystværnet enten for at skyde eller for at observere.
I et skydeskår betegnes siderne for kinderne og bunden for sålen.
Ved murværk og panser fremstår skydeskår som udsparinger i dette. Skydeskår får her dimensioner, som retter sig efter det pågældende våbens kaliber og affuteringsmåde samt den virkningsvinkel i horisontal og i vertikal retning, der forlanges. I disse materialer anvendes dog ofte det såkaldte minimal-skydeskår, hvor skytsets affutage er konstrueret, så omdrejningsaksen for såvel højde- som sideretning er henlagt til skydeskår, så dets åbning ikke behøver at være væsentlig større end det pågældende skyts ydre diameter.

## Galleri
- Alphonse-Marie-Adolphe de Neuville,
 I skyttegravene, 1874, Walters Art Museum
 her ses sandsække brugt som skydeskår
- Jordvold med skydeskår, ca. 1915
- Skyttegrav med skydeskår i jordvolde fra Vinterkrigen 1939-40